# Acide cis-13-eicosénoïque
L'acide cis-13-eicosénoïque, parfois appelé acide paullinique, est un acide gras monoinsaturé correspondant à l'acide cis-Δ13 20:1 n-7. On l'extrait de nombreuses plantes, et notamment du guarana (Paullinia cupana), d'où son nom.